# Sukamulya UPT I K A Ulu
Sukamulya UPT I K A Ulu is een bestuurslaag in het regentschap Banyuasin van de provincie Zuid-Sumatra, Indonesië. Sukamulya UPT I K A Ulu telt 3091 inwoners (volkstelling 2010).